# Deutsch Mordecháj
Deutsch Mordecháj (? – 1773) rabbi.

## Élete
Tanítványa volt Oppenheim Dávid prágai főrabbinak. 1712-től kezdve Polinban és Caslovban működött, s az utóbbi helyt írta Mor Dérór (Prága, 1738) c. művét. Ezután Csehországot a háborús viszonyok miatt elhagyta, és 1740-től Galgócon volt rabbi haláláig. Fia volt Deutsch Menáchem nyitrai, unokája Deutsch Áron Dávid szintén nyitrai rabbi, az Óhel Dávid szerzője.